# 日本百貨公司

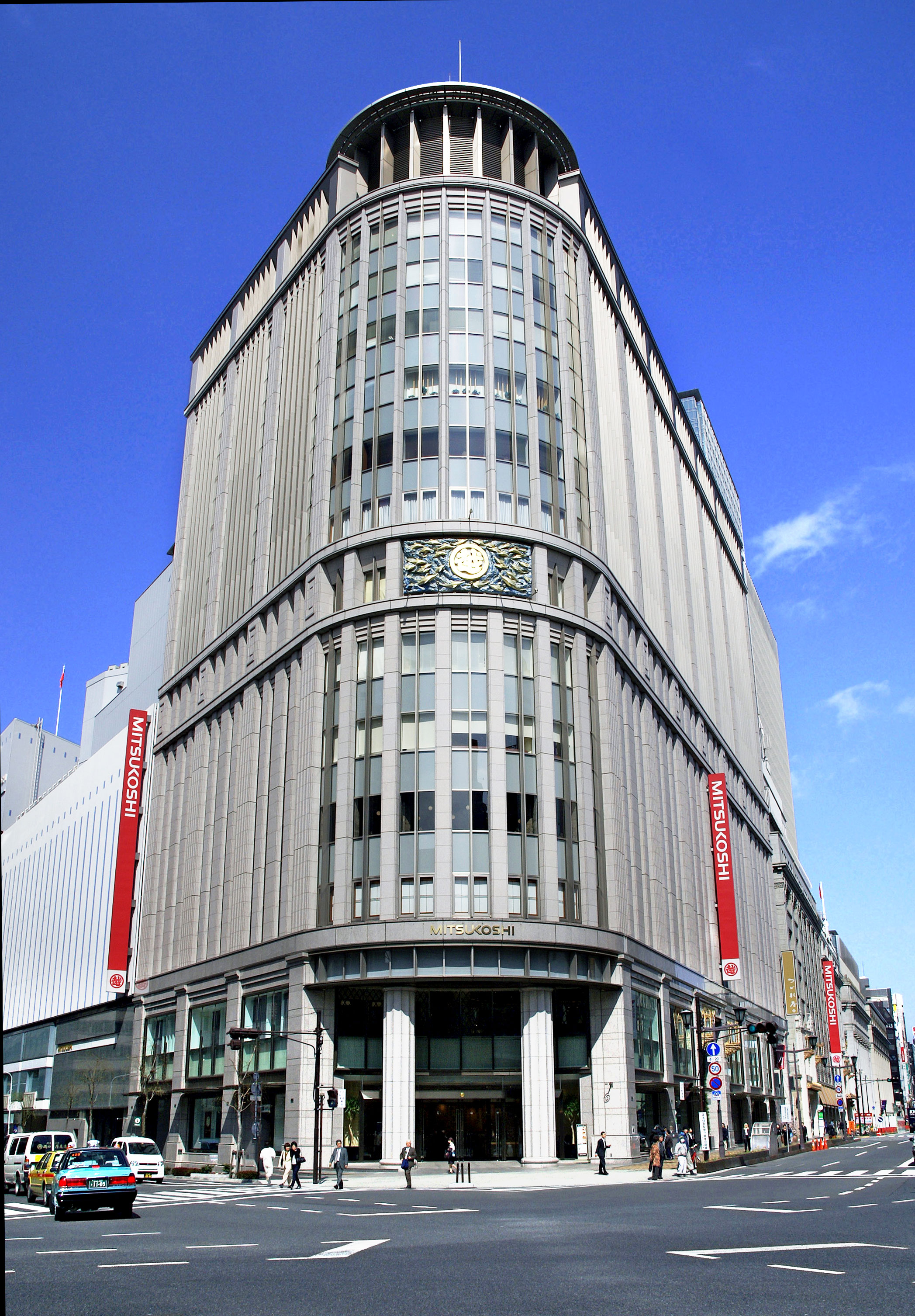
位於東京日本橋的三越總店

日本的百貨公司，日語稱為「百貨店」（日语：／ hyakkaten */?），根據主管機關經濟產業省的定義，是指「經營販售多種不同領域商品的大規模零售店之事業者，其自助式賣場的比率必須在五成以下」。

## 歷史

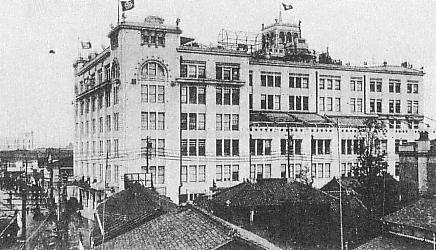
1925年左右時的松坂屋名古屋店

日本第一間「現代風格」的百貨公司是1904年成立的三越，其前身為1673年創業的和服商店三井吳服店（三井呉服店）。另一間創業更早的和服商店伊藤吳服店（いとう呉服店，1611年創業）也在1910年改為百貨公司形態，成立了松坂屋。1924年，松坂屋位於銀座的分店開放讓顧客穿著室外鞋入店，是當時日本零售店中的創舉 。在早期發展年代，這些由和服商店（吳服屋）轉型的百貨公司成為市場的主流，稱為「吳服系」（呉服系）。這些百貨公司販售或展示高品質的商品，並營造出精緻的購物氣氛。

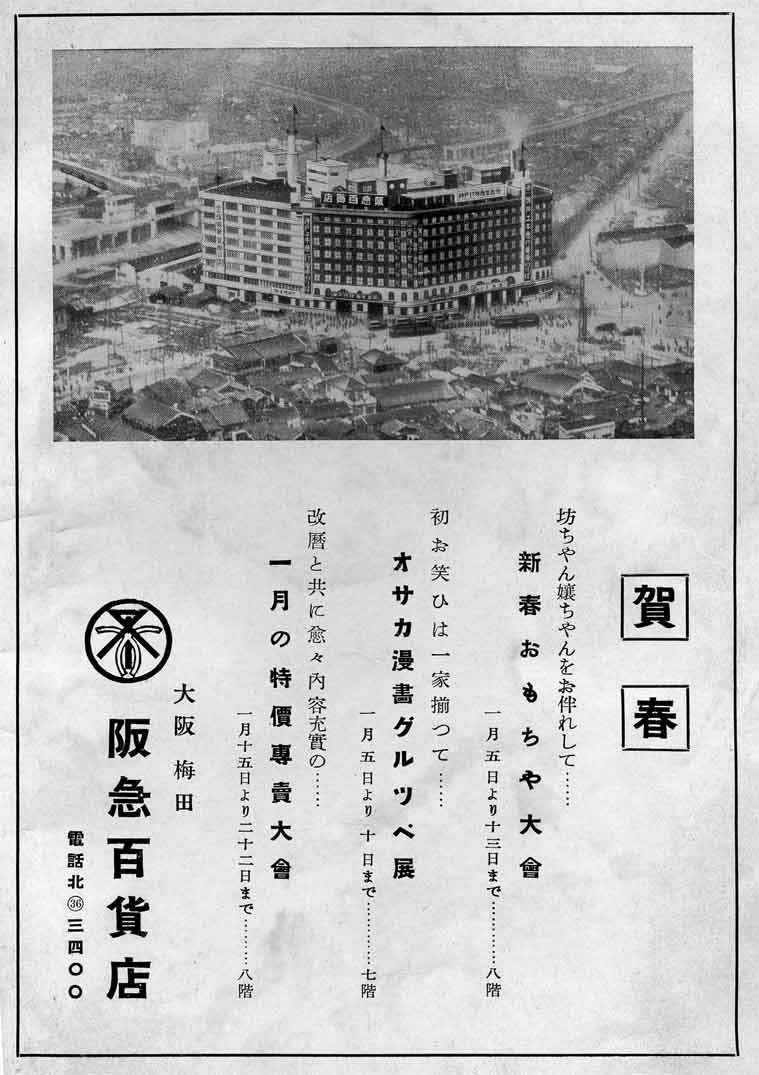
1936年的阪急百貨店雜誌廣告

日本另一種百貨公司的起源則來自鐵路公司。日本有許多私營鐵路公司（以大手私鐵為主），自1920年代起開始開設與車站結合的百貨公司，多與鐵路總站共構，稱為「總站百貨」或「轉運站百貨」（ターミナルデパート）；以阪急百貨店為肇始，這股風氣從關西傳至關東。這樣類型的百貨公司稱為「電鐵系」（電鉄系），其中又以西武與阪急為代表。

## 特色
自1980年代起，日本的百貨公司開始面臨來自大型超市和便利商店的競爭，百貨公司的數量大幅減少。然而百貨公司仍然在日本文化中有著重要地位。來自高級百貨公司的禮券經常被當作正式的禮物來贈送。
日本的百貨公司通常提供各種類型的多樣化服務，包括外幣兌換、旅遊行程預約、音樂會和活動的票券銷售等。
由於起源來自和服商店，因此許多百貨公司內都設有販售和服和日本傳統製品的區域，包括陶器和漆器等。百貨公司的地下樓層通常是雜貨店以及各種食品賣場。屋頂空間上以往通常設有空中花園和兒童遊樂場，但由於消防法規的修改，讓許多百貨公司都不再設置屋頂上的遊樂場。

## 日本著名百貨公司

### 全國性大型集團
- 三越
- 伊勢丹
- 大丸
- 松坂屋
- 崇光
- 西武百貨店
- 高島屋
- 阪急百貨店
- 東急百貨店

### 北海道
- 池內（丸ヨ池内）（札幌）
- 藤丸（帶廣）

### 東北
- 櫻野百貨店（さくら野百貨店）（青森弘前、八戸、北上、仙台）
- 川德 （盛岡）
- 藤崎 （仙台）
- 高柳（タカヤナギ）（大仙）
- 大沼（山形）
- 中合（福島、函館、八戶、山形）

### 關東
- 京成百貨店（水戶）
- 鈴蘭（日语：スズラン (百貨店)）（スズラン）（前橋、高崎）
- 八木橋百貨店（熊谷）
- 丸廣百貨店（丸広百貨店）（川越、飯能、東松山、入間、上尾、坂戸、南浦和）
- MARRONNIER GATE（日语：マロニエゲート）（銀座；原銀座春天百貨（日语：プランタン銀座））
- 松屋（銀座、淺草）
- 東武百貨店（池袋、船橋）
- 小田急百貨店（新宿、町田、藤澤）
- 京王百貨店（新宿、聖蹟櫻丘）
- GRANDUO（グランデュオ）（立川 、蒲田）
- 雜賀屋（さいか屋）（川崎、横須賀、藤沢）
- 京急百貨店（上大岡）
- 岡島百貨店（甲府）

#### 信越、北陸地區
- 井上百貨店（松本）
- 大和（日语：大和 (百貨店)）（金澤、富山、高岡）
- 金澤名鐵丸越百貨店（金澤名鉄丸越百貨店）（金澤）

#### 東海
- 柳源（ヤナゲン）（大垣、瑞穂）
- 遠鐵百貨店（浜松）
- 名鐵百貨店本店（名古屋、一宮）
- 津松菱（日语：津松菱）（三重）

#### 近畿
- 藤井大丸（京都）
- 近鐵百貨店（阿倍野、上本町、東大阪、奈良、橿原、生駒、桃山、和歌山、草津、四日市）
- 京阪百貨店（大阪）
- 山陽百貨店（姫路）
- 大和屋敷（日语：ヤマトヤシキ）（姫路、加古川）

#### 中國、四國
- 一畑百貨店（松江）
- 天滿屋（日语：天満屋）（岡山、倉敷、津山、福山、廣島）
- 福屋（八丁堀、廣島、五日市、尾道）
- 山口井筒屋（山口、宇部井）

#### 九州
- 井筒屋（小倉、黒崎）
- 佐賀玉屋（佐賀）
- 佐世保玉屋（佐世保、長崎）
- 鶴屋百貨店（熊本）
- TOKIHA（トキハ）（大分）
- 山形屋 （鹿兒島）
- 琉貿百貨（日语：リウボウインダストリー）（デパートリウボウ）（那霸）

## 外部連結
- 日本百貨店協會 （页面存档备份，存于）
- 百貨店WORLD （页面存档备份，存于） - 日本百貨店協會經營的日本百貨業者入口網站